# Zhang Chunyi
Zhang Chunyi (chinesisch 張純一 / 张纯一; 1871–1955) aus dem Kreis Hanyang, Provinz Hubei, war ein chinesischer Philosoph, Philosophiehistoriker und Gelehrter, der seine klassische Bildung in der Zeit der Qing-Dynastie erwarb. Er forschte zu verschiedenen Philosophen, insbesondere der Vor-Qin-Zeit (z. B. über die Texte  Mozi  und  Yanzi chunqiu), zu Buddhisten und Christentum.
Einer seinem religiös-intellektuellen Werdegang widmenden Studie von Jinxue Feng zufolge versuchte er „die christliche Lehre auf der Grundlage der chinesischen Kultur, insbesondere der Mo-Schule und später des Buddhismus zu interpretieren.“
Er starb 1955 in der Stadt Fushun.